# Chajtoj
Chajtoj är en ort i Mexiko.   Den ligger i kommunen Zinacantán och delstaten Chiapas, i den sydöstra delen av landet, 700 km öster om huvudstaden Mexico City. Chajtoj ligger 2 252 meter över havet och antalet invånare är 370.
Terrängen runt Chajtoj är kuperad åt nordost, men åt sydväst är den bergig. Runt Chajtoj är det tätbefolkat, med 459 invånare per kvadratkilometer. Närmaste större samhälle är San Cristóbal de las Casas, 8,6 km öster om Chajtoj. Omgivningarna runt Chajtoj är en mosaik av jordbruksmark och naturlig växtlighet.